# 愛情ゼミナール
『愛情ゼミナール』（あいじょうゼミナール）は、1976年4月1日から同年7月2日までフジテレビ系列局で放送されていたフジテレビ製作のバラエティ番組である。放送時間は毎週月曜 - 金曜 12:15 - 13:00 （日本標準時）。

## 概要
主婦をターゲットにした帯番組で、女性の愛のかたちをさまざまな角度から見せることをコンセプトにしていた。放送曜日それぞれに「夫婦」「母親」「新婚」「未婚」「老人」と異なるテーマを設け、企画内容も出演メンバーもすべて日替わり制にしていた。

## 出演者

### 月曜「幸福！お昼の夫婦」
- 宍戸錠
- 亀淵友香

### 火曜「お母ちゃん、バンザイ」
- 笑福亭鶴光
- 山本リンダ

### 水曜「新婚ホヤホヤで〜す」
- 柳家小三治
- エバ

### 木曜「花嫁売り込み合戦」
- 笑福亭鶴光
- 正司花江

### 金曜「ばっちゃま元気かや？」
- 吉川団十郎
- 岩崎ますみ